# ViaSat-2
ViaSat-2 — геостационарный спутник связи, принадлежащий американскому спутниковому оператору, компании Viasat, Inc., предназначен для предоставления высокоскоростного интернета на территории Северной и Центральной Америки, Карибских островов, северной части Южной Америки, а также для основных авиамаршрутов между Америкой и Европой.
Спутник был запущен 1 июня 2017 года. После ввода в эксплуатацию[когда?]

 ViaSat-2 станет мировым рекордсменом по пропускной способности полезной нагрузки (300 Гбит/с) среди всех ранее запущенных спутников связи (первый спутник компании, ViaSat-1, на момент своего запуска в 2011 году также стал рекордсменом книги Гиннесса, с показателем пропускной способности достигающим 140 Гбит/с).
Аппарат построен компанией Boeing, на базе космической платформы Boeing 702HP, контракт на сумму 625 млн долл. был подписан в мае 2013 года. 
Размеры спутника в сложенном состоянии — 6 × 3 × 2 м. 
Два крыла солнечных батарей, с размахом на орбите составляющим 48 м, обеспечивают электроснабжение мощностью 18,2 кВт в начале срока службы аппарата. 
На спутник установлена гибридная силовая установка, апогейный двигатель на двухкомпонентном химическом топливе используется для перехода с геопереходной на геостационарную орбиту, в то время как электрические двигатели, использующие в качестве рабочего тела газ ксенон, применяются для удержания в точке стояния. 
Стартовая масса спутника составляет 6418 кг. 
Ожидаемый срок службы спутника — более 14 лет.
На спутник установлено транспондеры Ka-диапазона, которое позволит компании нарастить существующие мощности и в 7 раз увеличить площадь покрытия в этом диапазоне.
Спутник будет располагаться на орбитальной позиции 70° западной долготы. 
В ноябре 2014 года был подписан контракт с компанией SpaceX на запуск спутника ViaSat-2 с помощью ракеты-носителя Falcon Heavy, в середине 2016 года. Из-за задержек дебютного запуска Falcon Heavy, в начале 2016 года было принято решение перенести запуск спутника на европейскую ракету-носитель «Ариан-5» ЕКА, чтобы уложиться в намеченные сроки ввода спутника в эксплуатацию. Контракт с оператором запусков Arianespace был подписан в феврале 2016 года.
Спутник ViaSat-2 запущен 1 июня 2017 года в 23:45 UTC, в паре со спутником Eutelsat 172B, с помощью ракеты-носителя "Ариан-5", со стартового комплекса ELA-3 космодрома Куру во Французской Гвиане.